# 福庆桥 (中国)
福庆桥，位于中国广东省东莞市东莞市中堂镇袁家涌村，为东莞市的一个市、县级文物保护单位，类型为古建筑，公布时间为2004年1月8日。
福庆桥的历史年代为清代。